# Communauté de communes du Centre Argonne
Die Communauté de communes du Centre Argonne war ein französischer Gemeindeverband mit der Rechtsform einer Communauté de communes im Département Meuse in der Region Grand Est. Sie wurde am 26. Dezember 2000 gegründet und umfasste 15 Gemeinden. Der Verwaltungssitz befand sich im Ort Clermont-en-Argonne.

## Historische Entwicklung
Mit Wirkung vom 1. Januar 2017 fusionierte der Gemeindeverband mit der Communauté de communes de Montfaucon Varennes-en-Argonne und bildete so die Nachfolgeorganisation Communauté de communes Argonne-Meuse.

## Ehemalige Mitgliedsgemeinden
1. Aubréville
2. Brabant-en-Argonne
3. Brocourt-en-Argonne
4. Le Claon
5. Clermont-en-Argonne
6. Dombasle-en-Argonne
7. Froidos
8. Futeau
9. Les Islettes
10. Jouy-en-Argonne
11. Lachalade
12. Le Neufour
13. Neuvilly-en-Argonne
14. Rarécourt
15. Récicourt